# Cuarterón de mulato

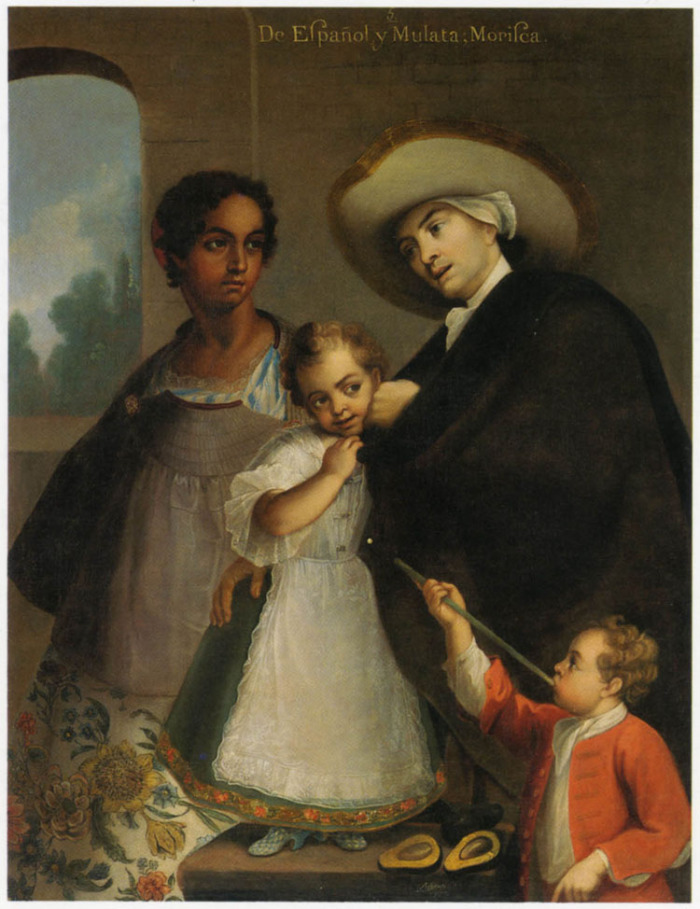
"De español y mulata: morisca". Pintura de 1763 de Miguel Cabrera.

Cuarterón de mulato o morisco era la denominación de aquellos miembros de la casta que tenían tres cuartas partes de ancestros europeos y un cuarto africano. Esto era parte del sistema de castas colonial, establecido por el Imperio Español en sus provincias americanas a partir del siglo XVI. Las castas clasificaban a las personas que habían nacido como resultado de la mezcla de las tres etnias que España consideraba existentes: indígena, negra y española. La casta de los moriscos americanos (no confundir con los moriscos peninsulares) se definía por la cruza de individuos pertenecientes a la casta mulata con la raza española.